# Gangsters d'amour
Gangsters d'Amour est un groupe belge de rock, originaire de Charleroi. L'activité du groupe dure dix ans, entre 1982 et 1992. Le groupe sort deux albums, dix singles et quatre 45 tours. Il s'est reformé en 2019.

## Historique
Le groupe est formé en 1982 autour du chanteur Jean-François Bodart (surnommé Jeff). Le nom du groupe est tiré de la chanson homonyme du groupe français Starshooter, sur l'album Machine à laver. Le groupe est principalement actif du début des années 1980 au début des années 1990, et compte des membres originaires de Charleroi, Bruxelles et Namur. Il comptait notamment dans ses rangs le chanteur et figure de proue Jeff Bodart, qui signait l'immense majorité des chansons.
En 1986, le groupe publie son premier album studio, Les Gangsters d'Amour ne mentent jamais. Le groupe s'est produit partout en Francophonie mais aussi en URSS, Suisse, Canada, Turquie, Nouvelle-Orléans et en Chine. Ils feront salle comble tant en Belgique qu'à l'étranger. À cette période, ils jouent également aux Francofolies de Montreal avec Sttellla. En Belgique, le groupe se produit en tête d'affiche du Verdur Rock.
En 1989, ils sortent leur deuxième album, Spirito. Pendant cette période, ils assument la première partie de James Brown à Forest National et jouent aux Francofolies de La Rochelle. Ils jouent également au Dour Festival en 1989. Durant leur tournée en URSS, en 1990, ils seront tête d'affiche en tant qu'invité au festival Voice of Asia au Kazakhstan devant près de 70 000 personnes déchainées. Réputés pour leur énergie, les membres apparaissaient sur scène en costume croisé, borsalino et chaussures deux-tons, et également dans une formule big band avec section cuivres et danseurs-choristes survoltés (Los Drogenbos). Le groupe cesse ses activités en 1992.
L'album posthume Best of Jeff, après le décès de Bodart en 2008 à l'âge de 45 ans, édité en 2009, et qui reprend une vingtaine de chansons tirées de la carrière de Bodart, compte également quatre morceaux de sa période Gangsters d'amour. En mai 2011, un concert inédit des Gangsters d'Amour (à Brûly-de-Pesche le 28 juillet 1990) est publié en ligne. Celui-ci est disponible gratuitement en téléchargement au format mp3. En avril 2012 sort L'Intégrale des Gangsters d'Amour (1982-1992), disponible gratuitement en téléchargement.
Fin 2019, le groupe annonce sa reformation. L'initiative est à mettre au crédit de Louis Petyt, le fils du deuxième claviériste du groupe, Jean-Pol Petyt, décédé précocement. Cette nouvelle formule est surtout composée de la dernière génération des Gangsters, augmentés de quelques nouvelles figures. C’est notamment l’acteur-danseur-chanteur Philippe Résimont, également un ancien de la bande avec Los Drogenbos, qui remplace Jeff Bodart au chant.
Après plusieurs semaines de répétitions, les "nouveaux" Gangsters d'Amour remontent une première fois sur scène, au centre culturel l'Eden de Charleroi, le 17 janvier 2020. Ils y reprennent une quinzaine de titres réorchestrés quasiment à l’identique, dont quelques tubes: « S.O.S Barracuda », « Meurtre à Hawaï », « Hey Baron Rouge » ou encore « Coûte que Coûte ». C'est un succès: l'Eden affiche complet, et plusieurs centaines de fans n'ont pas trouvé ticket. Une tournée suivra, à travers la Wallonie.

## Discographie

### Albums studio
- 1986 : Les Gangsters d'Amour ne mentent jamais
- 1989 : Spirito
- 2009 : Best of Jeff
- 2012 : L'Intégrale des Gangsters d'Amour (1982-1992)

### Singles
- 1984 : Bonnie et Clyde (Luna Park)
- 1984 : SOS Barracuda (SOS Barracuda (version espagnole))
- 1984 : Meurtre à Hawaï (Meurtre à Hawaï (Instrumental))
- 1984 : Hey, Baron rouge (Fokkerwulf)
- 1987 : Coûte que coûte (Désirs noirs)
- 1988 : Et moi et moi et moi
- 1989 : Charlie (Couleur Eldorado)
- 1989 : Le Mot de passe (Mort sur le Nil)
- 1989 : Willy ne pense qu'à ça (Mort sur le Nil)

### Récompenses
- Vainqueur par deux fois du célèbre Rock Poll organisé par Télémoustique, catégorie Meilleur artiste belge en 1986 et 1987

## Membres historiques
- Jean-François Bodart - chant (décédé en 2008)
- Pascal Cordier - chant
- Luc Castin - claviers
- Jean Castin - basse
- Benoît Ulens - batterie
- Laurent Mallet - guitare
- Jean-Pol Petyt, Pierre Gillet - claviers
- Pep Romeo - basse
- Jean-Marc Pitance - batterie
- Laurent Mallet - saxophone
- Vincent Loss - percussions
- Henri Hiernaux, Michel Granata, Daniel Lenoir - guitare
- Olivier Bodson, Martial Lauvaux - trompette
- Giovanni Bortolin, Phil Abraham, Vincent Mardens - cuivres sur scène
- Philippe Résimont, Patrick Dieleman et/ou Cédric Vandermeulen - chœurs, danse

## Les "nouveaux" Gangsters
- Batterie : Jean-Marc Pitance
- Basse : François Verrue
- Guitare : Daniel Lenoir
- Clavier : Pierre Gillet
- Chant : Philippe Résimont
- Percussions : Vincent Warin
- Trompette : Vince Romeo, Dominic N'Toumos
- Trombone : Henri-Olivier Pector
- Backline : Grégoire Busine